# Комунікативна лінгвістика
Комунікати́вна лінгві́стика — розділ мовознавства, предметом якого є процеси спілкування людей з використанням живої природної мови, а також з урахуванням усіх наявних складових комунікації (фізичних, фізіологічних, психологічних, соціальних, контекстних, ситуативних та ін.).
Предметом комунікативної лінгвістики є вивчення мови в реальних процесах спілкування.

## Основні питання комунікативної лінгвістики
- загальні закони комунікації;
- специфіка комунікації залежно від різних умов (соціальних, культурних тощо);
- структура мови (мовний код) у процесах спілкування;
- закономірності взаємодії мовних і позамовних засобів комунікації;
- залежність організації мовного коду від позамовних явищ;
- етапи і закономірності породження і сприйняття мовлення в різних комунікативних умовах;
- причини комунікативних невдач;
- методи дослідження мови і засобів інших семіотичних систем у процесах комунікації[1].

## Базові категорії комунікативної лінгвістики
Комунікативна лінгвістика оперує такими поняттями та категоріями: комунікація, спілкування, інтеракція, трансакція, комунікативна дія, комунікативний акт, комунікативна діяльність, мовлення, мовленнєва діяльність, інформація, значення, комунікативна ситуація, комунікативна невдача, мова, мовний код, вербальні та невербальні засоби засоби спілкування, комунікативна інтенція, повідомлення, ілокутивна сила, перформатив, констатив, асерція, пресупозиція, комунікативний шум, комунікативний паспорт мовця тощо.

## Взаємозв'язки з іншими галузями знання
Комунікативна лінгвістика пов'язана з філософією, логікою, семіотикою, соціологією, комунікативістикою, інформатикою, кібернетикою, психологією, культурологією, етнологією, етнографією, риторикою, когнітологією, теорією штучного інтелекту, а також з усіма розділами традиційного мовознавства та новітніми лінгвістичними напрямами.

## Методи комунікативної лінгвістики
Семіотичний аналіз полягає в дослідженні різновидів комунікації з опертям на знакову (семіотичну) природу складників спілкування. Особливістю семіотичного аналізу є використання інструментарію, відпрацьованого лінгвістикою: намагання знайти сталі одиниці коду — знаки, зрозуміти особливості їхнього поєднання в одиниці вищого рівня, дослідити особливості їх використання людиною. 

Прагматичний аналіз полягає у вивченні людських вимірів комунікації, пов'язаності їх з мовними структурами. У центрі уваги прагматичного аналізу перебувають такі важливі поняття комунікації, як стратегії й тактики спілкування, оцінні аспекти людської взаємодії, закони, правила й конвенції спілкування тощо. 

Структурний аналіз полягає в дослідженні елементів кожного явища та їхніх зв'язків. Мета структурного аналізу — вивчення певного явища як цілісної функціональної системи, елементи і частини якої співвіднесені й пов'язані строгими зв'язками.

Пропагандистський аналіз застосовується для дослідження масової комунікації (газети, радіо, телебачення, реклама). Він акцентує на тому, коли і як подавати споживачам негативну і позитивну інформацію, як ці типи інформації сполучати, «дозувати» тощо. Методики пропагандистського аналізу спрямовані на вивчення групових норм, оскільки людина може чинити так, як чинить група, навіть якщо це суперечить її поглядам. Активно вивчається вплив візуальних засобів на споживачів інформації та ін. 

Дискурс-аналіз — це метод дослідження комунікації, який має за мету вияв соціального контексту, що стоїть за усним чи писемним мовленням, дослідження взаємозв'язку між мовним кодом у спілкуванні та соціальними, психічними, психологічними, культурними процесами. 

Контент-аналіз — це сукупність методик і прийомів об'єктивного і кількісного опису змісту і правил комунікації. Контент-аналіз охоплює статистичну семантику і техніку «висновування» змісту повідомлень, спираючись на їхні об'єктивні й системні характеристики в спілкуванні. Найчастіше цей метод застосовується у дослідженні формування і функціонування соціальних оцінок, пропаганди, журналістики, психології комунікації, психоаналітичних дослідженнях міжособистісного спілкування. 

Трансакційний аналіз — аналіз міжособистісних стосунків з опертям на засоби мовного і паралінгвального (жести, міміка, постави тіла тощо) кодів. Метод передбачає врахування психологічних ігор, в яких виявляються «его-стани» мовців, та «сценаріїв», відповідно до яких часто підсвідомо діють учасники спілкування.